# Duby na staré hrázi
Duby na staré hrázi je skupina památných stromů na jihozápad od Rokycan. Tři přibližně 200 let staré duby letní (Quercus robur) rostou v nadmořské výšce 430 m na hrázi, dnes již neexistujícího, rybníka v polesí Čilina, vpravo od silnice z Rokycan do Šťáhlav. Mohutných dubů roste na této hrázi celkem šest, největší z nich má obvod kmene 480 cm. Za památné stromy však byly vyhlášeny pouze tři z nich. Stromy dosahují výšky 19, 20 a 23 m, obvody kmenů jsou 319, 396 a 462 cm (měřeno 2009). Duby jsou chráněny od 1. ledna 2009 jako krajinná dominanta, významné svým stářím a vzrůstem.

## Galerie

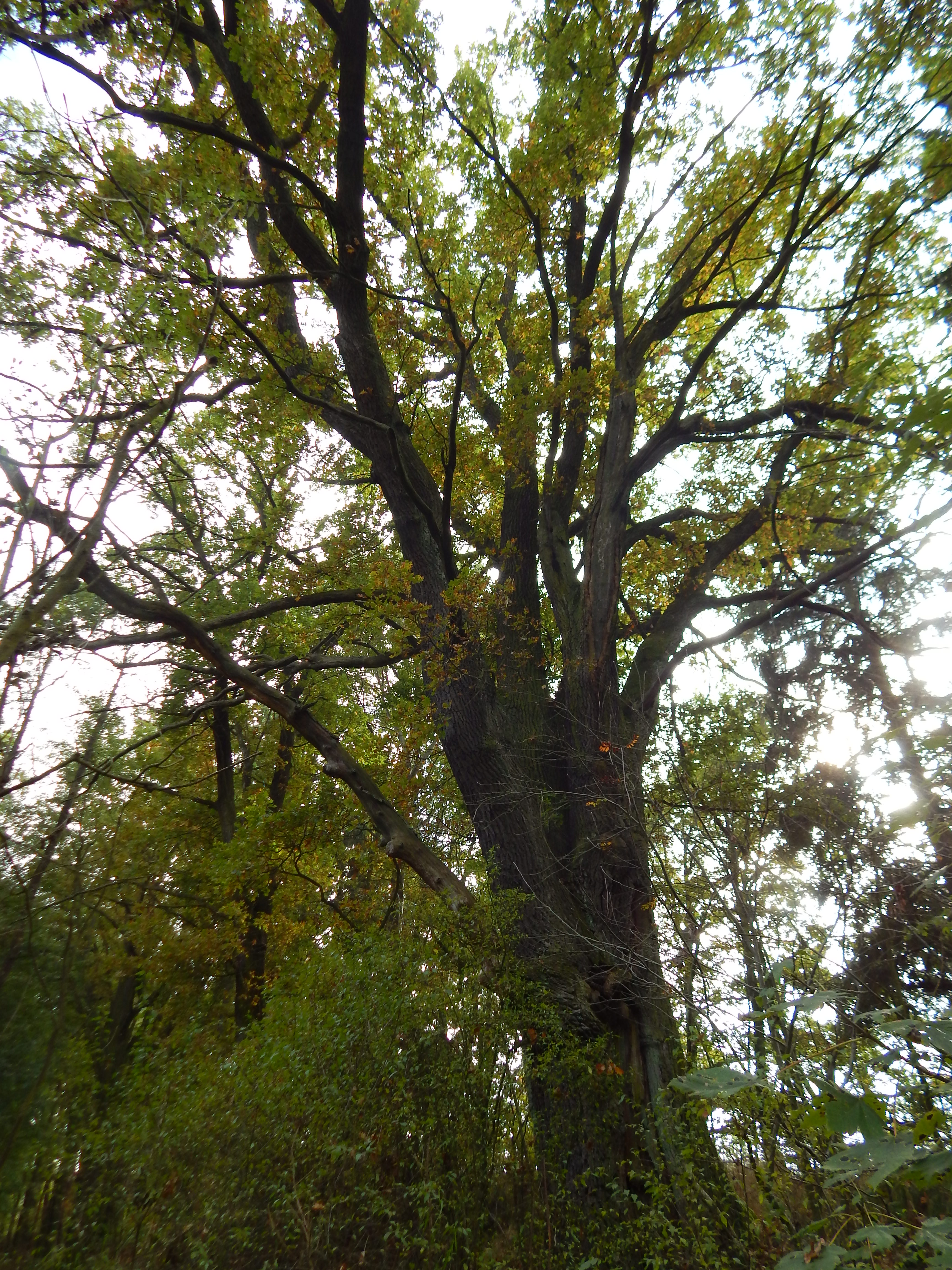
Jeden z dubů
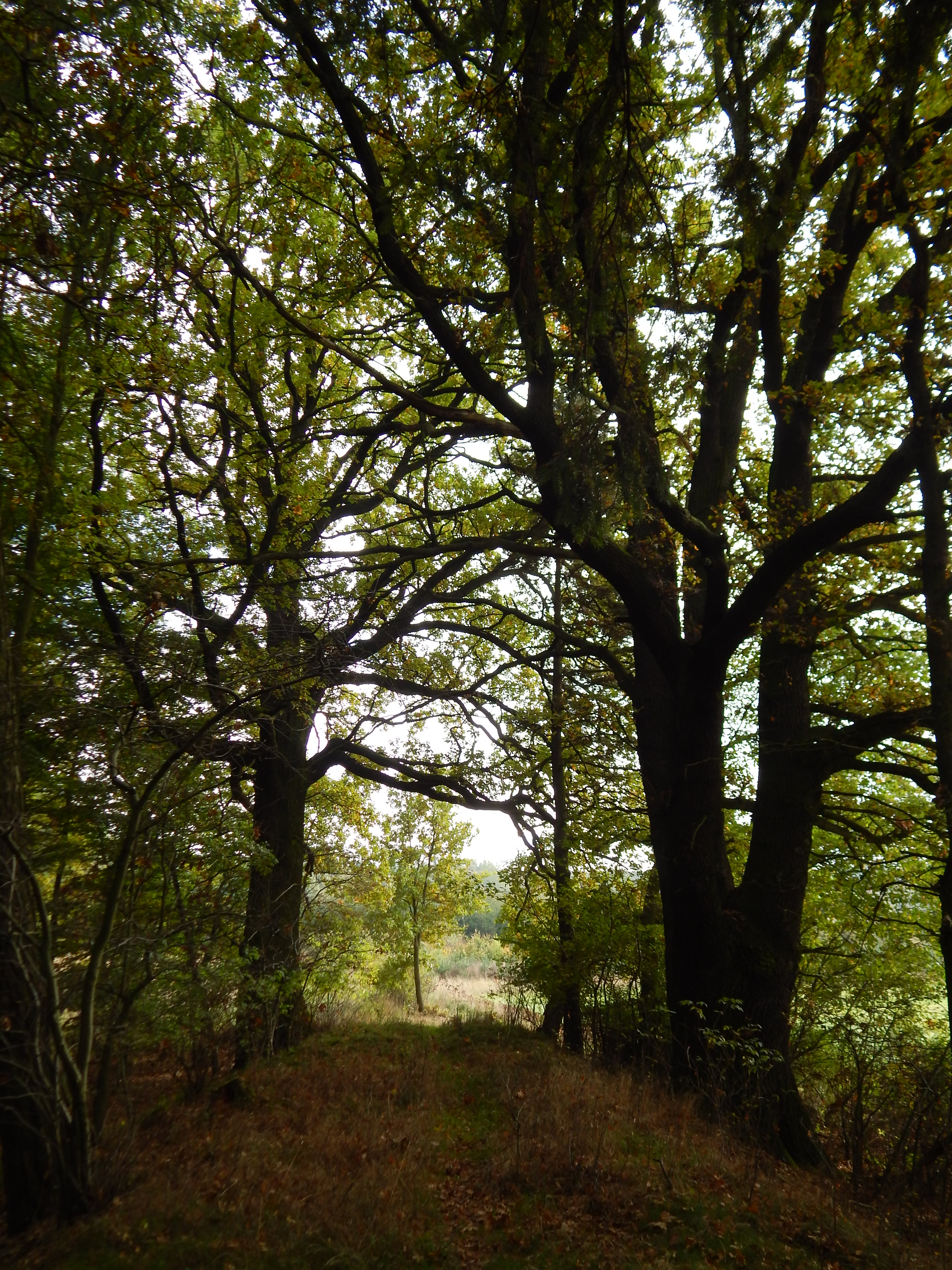
Hráz s duby